# Zenoss
Zenoss Inc. es una empresa que desarrolla un software híbrido de monitoreo y análisis de TI. La compañía fue fundada en 2005 y tiene su sede en Austin, Texas. Zenoss ofrece seguridad de servicio de TI para empresas con su software de código abierto, Zenoss Core y su software comercial, Zenoss Service Dynamics, para infraestructuras de TI físicas, virtuales y basadas en la nube.

## Historia
Zenoss fue fundada en Annapolis, Maryland en 2005.
En febrero de 2006, Zenoss lanzó su primer producto de monitorización de TI de código abierto Zenoss Core. En agosto de 2006, Zenoss cerró la ronda de financiamiento Serie A de $ 4.8 millones liderada por Boulder Ventures y Intersouth Partners. En noviembre de 2006, Zenoss Core se convirtió en la plataforma de gestión de TI de código abierto comercial más descargada.
En 2008, Zenoss amplió sus sistemas de código abierto y gestión de redes con Zenoss Professional Edition para las empresas. Para el 2010, Zenoss fue reconocido por Inc. 500 en la lista de empresas privadas de más rápido crecimiento.
En 2011, Zenoss lanzó Zenoss Service Dynamics, una versión comercial de su oferta de código abierto con solución de gestión de impacto de servicios para empresas y proveedores de servicios. En 2013, Zenoss Service Dynamics se actualizó para ofrecer un contexto de "nivel de servicio" en entornos físicos, virtuales y privados y en nube pública, así como implementaciones híbridas.
En enero de 2015, Zenoss fue reconocido por Forbes en la lista de "Las Mejores Empresas de Computación en Nube y CEO para trabajar en 2015".

## Premios
- Gartner: Gestión de Operaciones de Cool Vendor 2010
- Fast500 Tecnología de Deloitte en 2011 y 2014
- Red Herring Top 100: 2012 América del Norte
- Premios CODiE: Mejor Innovación 2015 Open Source
- Forbes mejores Cloud Computing Las empresas y los directores generales para trabajar en 2015
- Forbes mejores Startups de software para empresas para trabajar en 2016

## Productos relacionados
Zenoss compite con otros productos de administración de sistemas ya sea de código abierto o propietario empresarial. Algunos productos de código abierto disponibles son GroundWork Open Source , Hyperic y openQRM . (Ver OpenQRM web site). En una entrevista con Jack Loftus de SearchEnterpriseLinux.com, Bill Karpovich explica qué es lo que hace a Zenoss diferente: 
"Compañías como GroundWork tienen un enfoque similar al de Red Hat, donde una compañía recolecta piezas y les brinda soporte detrás. Nuestro acercamiento es que siempre hemos tenido el código y el control de la evolución del mismo y su indemnización. El modelo de Hyperic es cuando una compañía viene de un fondo comercial y hace parte de su código abierto"[cita requerida]
Los tradicionales productos de código cerrado o propietario incluyen veteranos de la industria como BMC, HP, y CA.

### Reseñas de la industria
En una publicación de Network Computing, Jeff Ballard seleccionó como puntos fuertes la interfaz de usuario del Zenoss Core 2.0 y el sistema de gestión de eventos. De este último punto, Ballard dice: "Mediante la agregación de todos los eventos a través de un solo motor de procesamiento de reglas, Zenoss Core elimina la duplicación y tiene una interfaz de usuario manejable ".
Ballard opina también que la instalación es problemática. "Desafortunadamente, para empezar fue un desafío ya que Zenoss no nos proporcionó ayuda sensible al contexto para guiarnos a través de un número verdaderamente impresionante de opciones de configuración."
En el "Clear Choice Tests" Network World, Barry Nance elogió a Zenoss Core 2.0 de la siguiente forma, "Aún más impresionante que el descubrimiento que hizo de nuestra red son sus características de remediación, que puede ejecutar automáticamente operaciones de inicio o
detención de un servicio de Windows, por ejemplo. "
Nance considera que "Zenoss Core no es compatible con diversos dispositivos como HP OpenView o Argent Extended Technologies, ni monitorea Microsoft Exchange o SQL Server tan de cerca, como lo hace una herramienta comercial".
SYS-CON Media premió a Zenoss Core en el 2007 por ser el mejor software de gestión de sistemas Linux. Los nominados fueron propuestos por la comunidad de lectores de Enterprise Magazine Open Source y la votación fue realizada por los mismos.